# Noche sensacional
Noche sensacional fue un programa presentado por Mar Saura y Andoni Ferreño (2007-2009), producido por Alba Adriática y que se emitió en horario de prime time, en algunos canales autonómicos españoles y posteriormente en Veo7, (2010 - 2011) y 13TV, (2011 - 2012). Era un programa basado en el espacio de La1 Noche de fiesta. Las primeras grabaciones comenzaron a efectuarse entre los días 13 y 14 de marzo de 2007. El sábado 7 de enero de 2012 de 22:00 a 01:00 se emitió su último programa en 13 TV nacional de España en TDT. Àlex Casademunt y diferentes presentadores/as presentaron los programas de 2011 a 2012.

## Temática
La productora de José Luis Moreno, Alba Adriática ha creado un programa llamado Noche sensacional que combina música y humor e incluye además dos comedias de situación de quince minutos de duración cada una. Bajo el título de "Qué follón de familia", la primera sitcom gira en torno a las vicisitudes diarias de una familia compuesta por padre, madre e hija con vocación de estrella, a la que se incorpora como inquilino gorrón, el hermano del padre. La segunda comedia, "Corazonadas" hace una parodia de los programas del corazón. En estas dos comedias hay actores tan importantes como Pepe Ruiz y Marisa Porcel, Daniel Muriel, Luz Valdenebro, Jaime Ordóñez, Rubén Sanz, Silvia Gambino, Juan Manuel Cifuentes, Marisol Ayuso, entre otros. Protagonizada por la presentadora de un ficticio espacio de cotilleos y su equipo, la comedia incluirá también apariciones estelares de personajes famosos que se presten a colaborar en cada entrega.
También en muchas ocasiones el programa hace pases de modelo que no suelen sobrepasar los diez minutos. A veces también cuenta con la actuación estelar de Doña Rogelia por Mari Carmen.
El programa está inspirado en el programa Noche de fiesta que se emitió entre 1999 y 2004 en Televisión Española.

## Presentadores
- Mar Saura y Andoni Ferreño (2007-2009)
- Mar Saura, Andoni Ferreño y Jaimito Borromeo (2007 solo 1 programa)
- Juncal Rivero y Andoni Ferreño (2009 solo 2 programas)
- María José Suárez y Andoni Ferreño (2009-)
- María José Suárez y Martin Czehmester (2009-2010)
- María José Suárez, María Abradelo y Martin Czehmester (2009 solo 1 programa)
- Àlex Casademunt, Alejandra Andreu y David Carrillo (2011-)
- Àlex Casademunt y Juncal Rivero (2011 solo 2 programas)
- Àlex Casademunt y Loreto Valverde (2012 solo 1 programa)
- 2011-2012 Àlex Casademunt y una presentadora diferente por gala, o copresentan los invitados que a continuación actúan en el programa junto a Àlex Casademunt.

## Noche sensacional (2007-2011)

### Primera temporada: 2007-2009
La productora de José Luis Moreno, Alba Adriática crearon un programa llamado Noche Sensacional que combina música y humor e incluye además dos comedias de situación de quince minutos de duración cada una. Bajo el título de "Qué follón de familia", la primera Sitcom gira en torno a las vicisitudes diarias de una familia compuesta por padre, madre e hija con vocación de estrella, a la que se incorpora como inquilino gorrón, el hermano del padre. La segunda comedia, "Corazonadas" hace una parodia de los programas del corazón. En estas dos comedias hay actores tan importantes como Pepe Ruiz y Marisa Porcel, Daniel Muriel, Jaime Ordóñez, Rubén Sanz, Silvia Gambino, Juan Manuel Cifuentes, Marisol Ayuso, entre otros. Protagonizada por la presentadora de un ficticio espacio de cotilleos y su equipo, la comedia incluirá también apariciones estelares de personajes famosos que se presten a colaborar en cada entrega.
Estuvo presentada por Mar Saura y Andoni Ferreño.
Fue emitida en la FORTA y en Veo7.
También en muchas ocasiones el programa hace pases de modelo que no suelen sobrepasar los diez minutos. A veces también cuenta con la actuación estelar de Doña Rogelia por Mari Carmen.

### Segunda temporada: 2009-2010
Esta etapa se emitió en la FORTA y televisiones asociadas como Castilla y León Televisión; y estuvo presentada por María José Suárez, Andoni Ferreño y Martin Czemhester.

### Tercera temporada: 2011
Esta etapa fue emitida por 13TV y era presentada por Àlex Casademunt, Alejandra Andreu y David Carrillo.

### Cuarta temporada: enero de 2011
Esta etapa estuvo presentada por María Abradelo como única presentadora. Fue emitida por la FORTA y Castilla y León Televisión como emisora asociada.

### Quinta temporada: 29 de enero de 2011 a junio de 2011
Esta etapa estuvo presentada por Mar Saura, María Abradelo y Andoni Ferreño, cuenta con la intervención de conocidos actores como Silvia Gambino, Pepe Ruiz, Marisa Porcel, Daniel Muriel, Jaime Ordóñez, Rubén Sanz, Juan Manuel Cifuentes y Marisol Ayuso. 
Se emitió a nivel nacional de España por Veo Televisión.

### Sexta Temporada: 23 de octubre de 2011 a sábado 7 de enero de 2012
Esta etapa estuvo presentada por Álex Casademunt y diferentes presentadores/as diferentes por programa, cuenta con la intervención de conocidos actores como Silvia Gambino, Pepe Ruiz, Marisa Porcel, Daniel Muriel, Jaime Ordóñez, Rubén Sanz, Juan Manuel Cifuentes y Marisol Ayuso.  
Se emitió a nivel nacional de España por Trece TV.

## Audiencias 13TV

### Temporada 5: 2011
| N.º | Título                               | Fecha de emisión        | Espectadores | Cuota de pantalla |
| --- | ------------------------------------ | ----------------------- | ------------ | ----------------- |
| 1   | Gala 1                               | 1 de octubre de 2011    | 54.000       | 0,8%              |
| 2   | Gala 2                               | 8 de octubre de 2011    |              |                   |
| 3   | Gala 3                               | 15 de octubre de 2011   | 90.000       | 0,6%              |
| 4   | Gala 4                               | 22 de octubre de 2011   |              |                   |
| 5   | Gala 5                               | 29 de octubre de 2011   | 93.000       | 0,6%              |
| 6   | Gala 6                               | 5 de noviembre de 2011  |              |                   |
| 7   | Gala 7                               | 12 de noviembre de 2011 | 125.000      | 0,9%              |
| 8   | Gala 8                               | 19 de noviembre de 2011 |              |                   |
| 9   | Gala 9                               | 26 de noviembre de 2011 | 96.000       | 0,6%              |
| 10  | Gala 10                              | 3 de diciembre de 2011  |              |                   |
| 11  | Gala 11                              | 10 de diciembre de 2011 | 81.000       | 0,4%              |
| 12  | Gala 12                              | 17 de diciembre de 2011 |              |                   |
| 13  | Gala 13: "Nochebuena Sensacional"    | 24 de diciembre de 2011 |              |                   |
| 14  | Gala 14: "Villancicos Sensacionales" | 25 de diciembre de 2011 |              |                   |
| 15  | Gala 15: "Nochevieja Sensacional"    | 31 de diciembre de 2011 |              |                   |
| 16  | Gala 16                              | 7 de enero de 2012      |              |                   |

## Audiencia media de todas las ediciones
Estas han sido las audiencias:
| Edición                              | Fecha | Cadena | Espectadores | Cuota de pantalla |
| ------------------------------------ | ----- | ------ | ------------ | ----------------- |
| Noche Sensacional: Primera Temporada | 2007  | FORTA  | 274.000      | 15,2%             |
| Noche Sensacional: Segunda Temporada | 2008  | FORTA  |              |                   |
| Noche Sensacional: Tercera Temporada | 2009  | FORTA  |              |                   |
| Noche Sensacional: Cuarta Temporada  | 2010  | FORTA  |              |                   |
| Noche Sensacional: Quinta Temporada  | 2011  | 13TV   | 915.000      | 18,1%             |

## Cadenas en las que se ha emitido

### Nacionales
- Veo7, (2010 - 2011)
- 13TV, (2011 - 2012)

### Autonómicas
- El programa se ha emitido en las televisiones autonómicas siguientes:
- RTVCM (2007-2012)
- Aragón Televisión (2007-2009)
- Canal 9 (2007 - 2010)
- Canal Sur (2007)
- 7RM (2007 - 2010)
- TPA (2007 - 2010)
- Castilla y León Televisión (2009-2010)
- En algunas regiones donde no emite Noche Sensacional en la autonómica correspondiente lo emitía la Popular TV correspondiente o nadie (2007 a 2010)

- Datos: Q5853589